# غدار (فیلم)
غدار (به هندی: Khuddar) یا خوددار فیلمی محصول سال ۱۹۹۴ و به کارگردانی اقبال دورانی است. در این فیلم بازیگرانی همچون گوویندا، کاریسما کاپور، قادرخان، شاکتی کاپور ایفای نقش کرده‌اند.